# Batalla de Kings Mountain
La Batalla de Kings Mountain fue un conflicto bélico ocurrido el 7 de octubre de 1780 en el marco de la Guerra de Independencia de los Estados Unidos. La batalla supuso una importante y decisiva victoria independentista; de hecho, Theodore Roosevelt afirmó que esta victoria marcó un "punto de inflexión en la Revolución Estadounidense".